# Tamsui
Tamsui či Tan-šuej (znaky: 淡水; pchin-jin: Dànshuǐ; český přepis: Tan-šuej; tchajwansky: Tām-chúi ) je historicky významné město na Tchaj-wanu nacházející se při ústí stejnojmenné řeky Tamsui. Administrativně dnes tvoří jeden z 29 obvodů speciální obce Nová Tchaj-pej. Rozkládá se na ploše 70,65 km² a má 184 450 obyvatel (červenec 2021). Tvoří severní bod tchajpejské aglomerace.
Ve městě se nachází několik vysokých škol, mimo jiné Tamkangská univerzita (淡江大學; Tamkang University).

## Dějiny
Oblast dnešního Tamsui obývali nejprve původní obyvatelé Tchaj-wanu z etnika Ketagalan. V roce 1626 na severní Tchaj-wan přišli Španělé, kteří zde vybudovali menší obchodní kolonii a v Tamsui pevnost Fort Santo Domingo. Krátkodobá přítomnost Španělů v Tamsui i na Tchaj-wanu ale skončila již v roce 1642, kdy Nizozemci dobyli pevnost v Ťi-lungu, načež se Španělé vzdali.
V 18. a 19. století docházelo k imigraci Chanů a zdejší přístav se stal důležitým překladištěm zboží, které dále putovalo po řece Tamsui do měst v tchajpejské pánvi jako Twatutia, Bangka a další. Nacházel se zde konzulát Britského impéria, v roce 1882 zde kanadský presbytariánský misionář Mackay vybudoval první instituci vyššího vzdělávání Oxford College a později první zdravotnický ústav západní medicíny na severním Tchaj-wanu, Mackay Clinic. Po střetech v čínsko-francouzské válce byla v Tamsui v roce 1888 vybudována pevnost Hobe, dnes národní kulturní památka, která je jednou z nejlépe dochovaných tohoto typu na Tchaj-wanu. 
Kvůli zanášení ústí řeky sedimenty v důsledku zemědělství a s příchodem železnice Tamsui ale od konce 19. století na obchodním významu ztrácelo. V dobách japonské kolonie se nejvýznamnějším přístavem severního Tchaj-wanu stal Ťi-lung.

## Pamětihodnosti a turistické zajímavosti
Tamsui je známá historickou architekturou, kulinářskými specialitami a výhledy na oceán. 
K architektonickým památkám patří španělská pevnost Fort Santo Domingo, pevnost Hobe, budova bývalého britského konzulátu, Tamsuiský presbiteriánský kostel, historické ulice, chrámy a další.
Jedním z tradičních pokrmů je A-gei (阿給), smažený tofuový vak s náplní ze skleněných nudlí a surimi.

## Doprava
Ve městě má konečnou stanici červená linka Tchajpejského metra (台北捷運), zároveň město obsluhuje nová tramvajová trať Tan-chaj (淡海輕軌). V letech 1901 až 1988 město s Tchaj-pejí spojovala železniční trať, jejíž trasu z velké části kopíruje dnešní metro.
S protějším břehem ústí řeky, kde se nachází město Pa-li, je Tamsui spojena trajektovou dopravou. V plánu je také výstavba mostu Tamkang, navrženým Zahou Hadid.

## Galerie

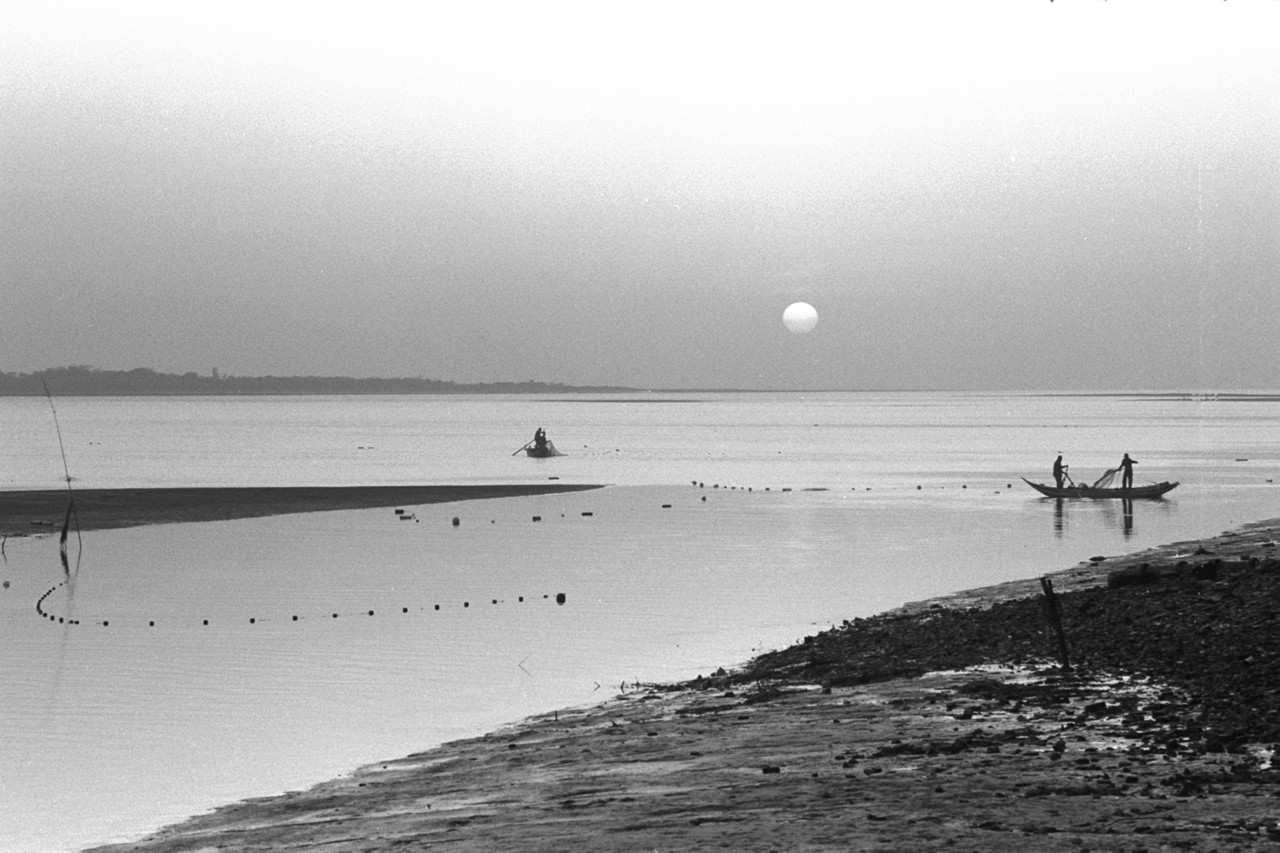
Rybáří v Tamsui v roce 1970
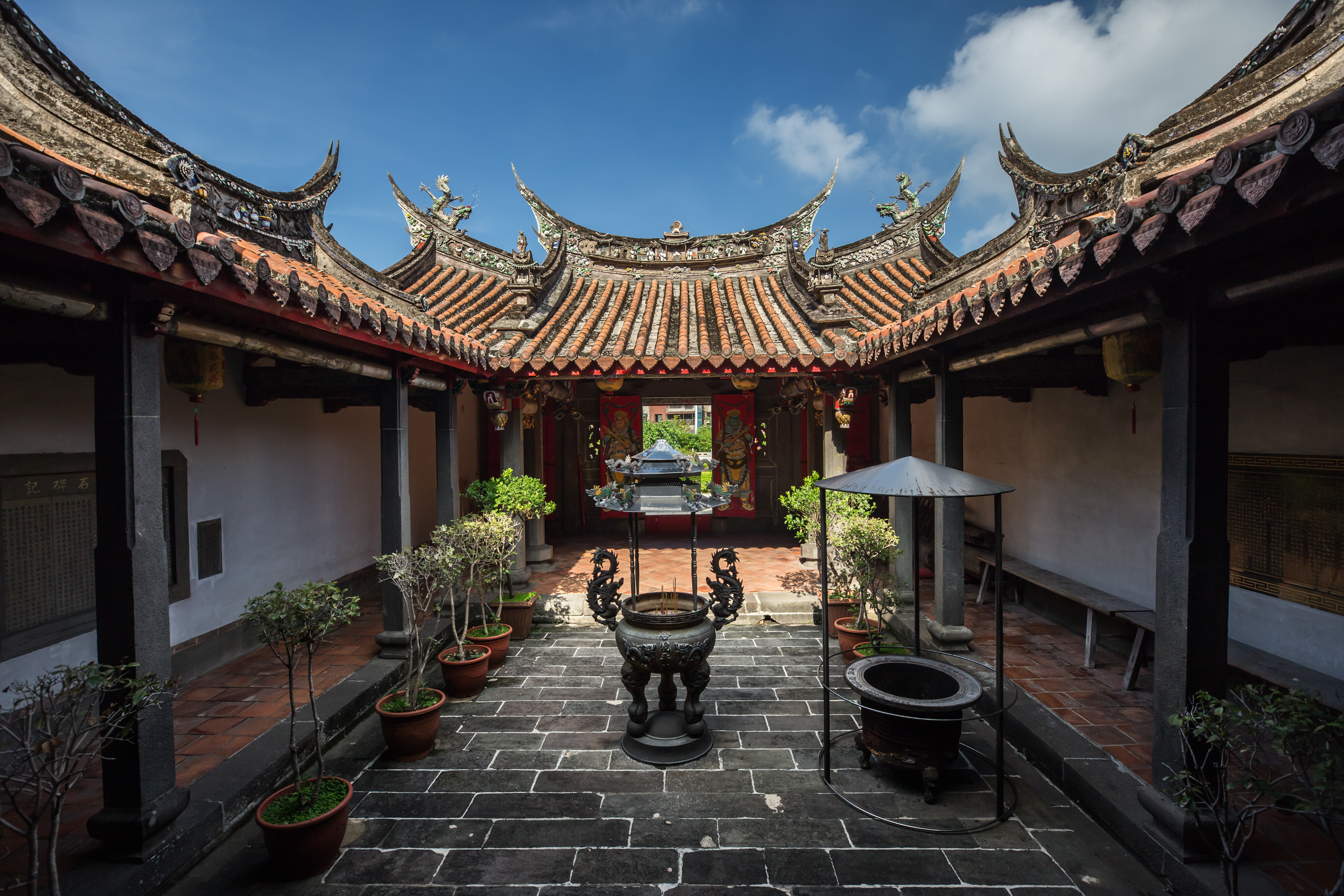
Chrám Jin-šan v Tamsui (淡水鄞山寺)
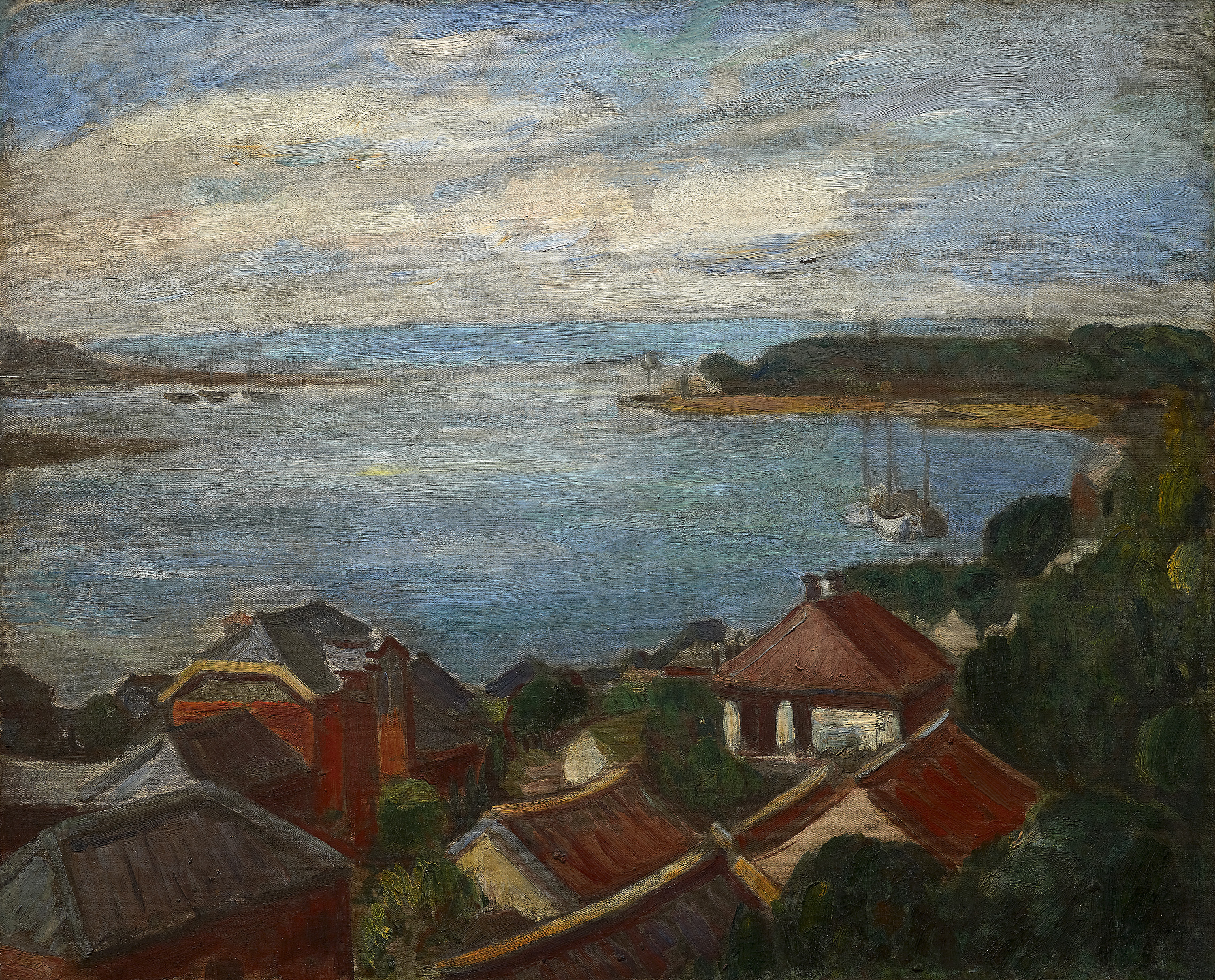
Tamsuiský přístav (1930, Li Mei-shu)
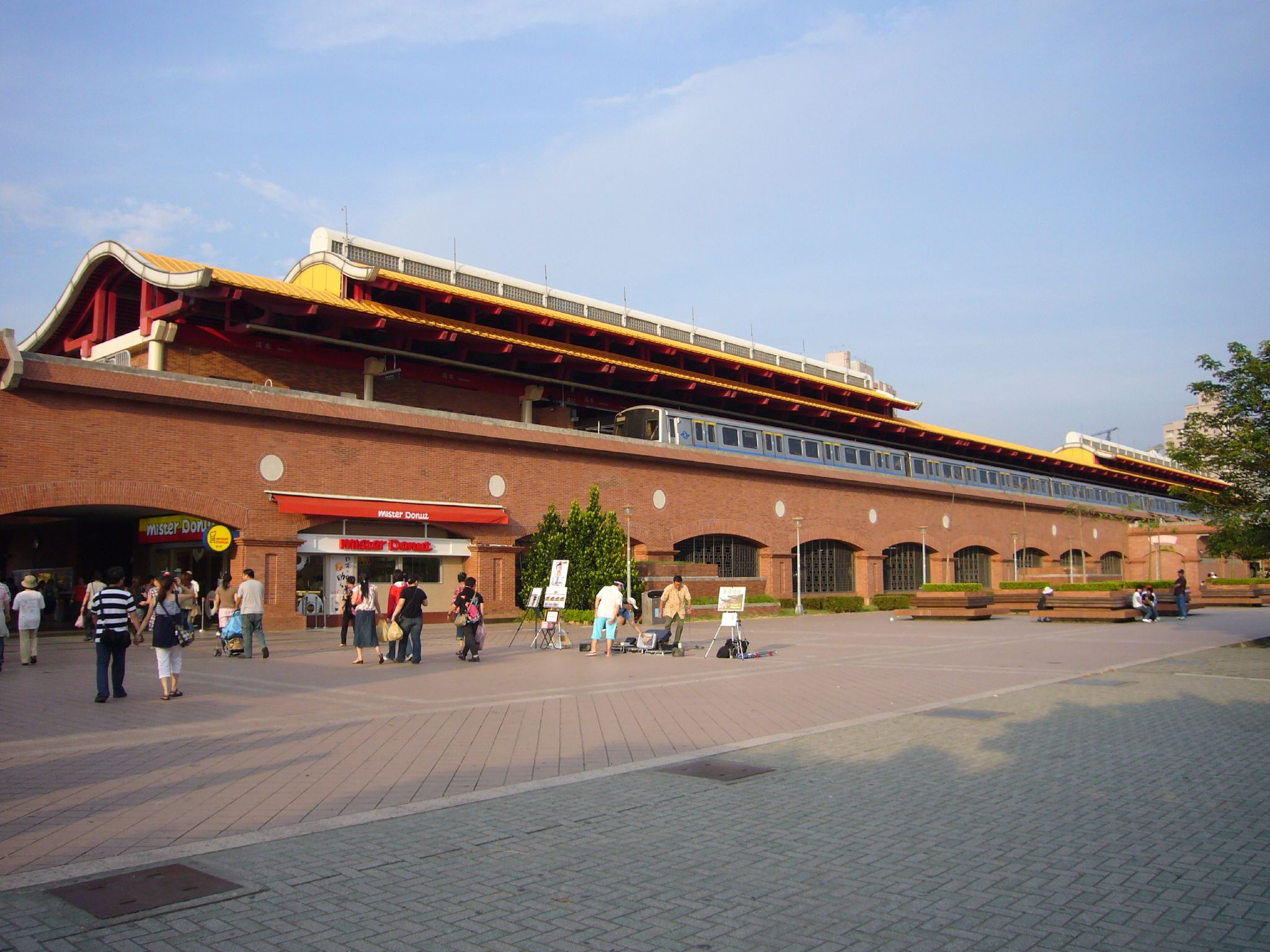
Stanice červené linky Tchajpejského metra Tamsui  (淡水)
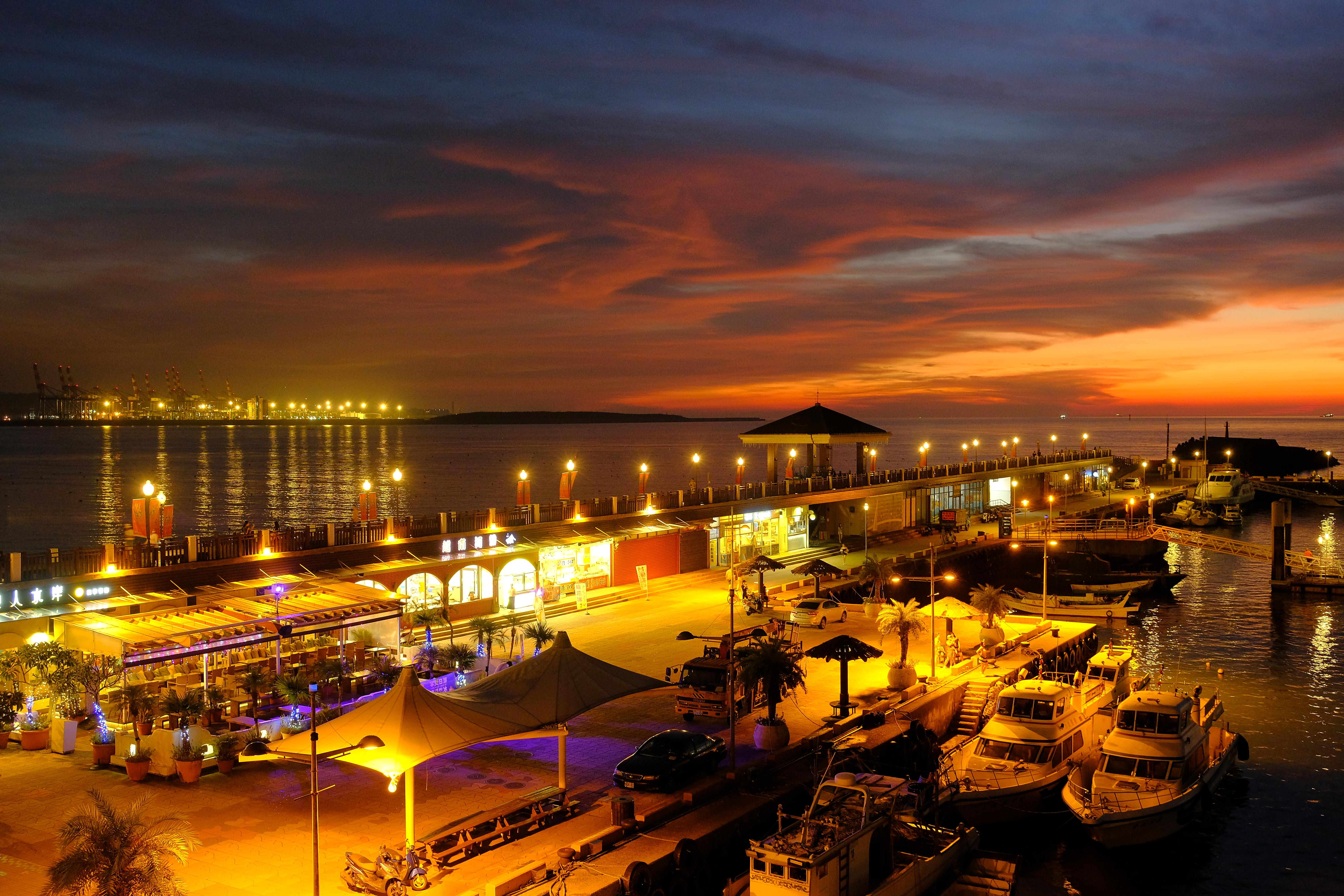
Západ slunce na rybářském molu v Tamsui
Španělská pevnost Santo Domingo, v pozadí bývalá rezidence britského konzula